# WrestleMania 29
WrestleMania 29 – gala pay-per-view zorganizowana przez World Wrestling Entertainment, która odbyła się 7 kwietnia 2013 roku na MetLife Stadium w East Rutherford, New Jersey. Na galę przybyło 80 676 fanów, co czyni ją drugą imprezą w historii WWE pod względem liczby publiczności po WrestleManii 32 i WrestleManii III.

## Produkcja
Bilety na galę pojawiły się w sprzedaży 10 listopada 2012 roku i już pierwszego dnia sprzedano 52 029 wejściówek, dzięki czemu pobito rekord WrestleMani X8, który wynosił 51 620 biletów. Po raz pierwszy WrestleMania 29 była transmitowana przez urządzenia mobilne dzięki WWE app oraz Xbox Live.
W scenerii WrestleManii 29 znajdowało się wiele słynnych budynków Nowego Jorku m.in. Empire State Building i Most Brookliński (na rampie) oraz Statua Wolności (nad ringiem). Na gali Sean "Diddy" Combs wykonał składankę swoich utworów, a podczas wejścia CM Punka zespół Living Colour odegrał piosenkę Cult of Personality.

## Walki
Głównym wydarzeniem wieczoru była walka pomiędzy Johnem Ceną a The Rockiem, którą wygrał Cena rewanżując się za porażkę z WrestleManii XXVIII. Ważnym punktem gali był również pojedynek No Holds Barred między Brockem Lesnarem a Triple H’em. W tym starciu obowiązywał warunek, że jeśli HHH przegra, musi zakończyć karierę. Jednak ostatecznie do tego nie doszło, ponieważ Brock Lesnar przegrał po potężnym Pedigree na stalowe schody. Na WrestleManii 29 odbyła się także walka CM Punka z The Undertakerem, z której zwycięsko wyszedł Dead Man podwyższając swoją serię zwycięstw do 21-0.Widzowie na MetLife Stadium mogli zobaczyć w sumie 9 walk:
| Nr       | Mecz                                                                                       | Rodzaj meczu                                                   | Zwycięzca       | Czas  |
| -------- | ------------------------------------------------------------------------------------------ | -------------------------------------------------------------- | --------------- | ----- |
| Pre show | Wade Barrett (c) vs. The Miz                                                               | Singles Match + WWE Intercontinental Championship              | The Miz         | 06:33 |
| 1        | Randy Orton, Sheamus & Big Show vs. The Shield (Dean Ambrose, Seth Rollins & Roman Reigns) | 6 Man Tag Team Match                                           | The Shield      | 10:35 |
| 2        | Ryback vs. Mark Henry                                                                      | Single Match                                                   | Mark Henry      | 08:03 |
| 3        | Team Hell No (Daniel Bryan & Kane) (c) vs. Big E Langston & Dolph Ziggler (with AJ Lee)    | Tag Team Match + WWE Tag Team Championship                     | Team Hell No    | 06:19 |
| 4        | Chris Jericho vs. Fandango                                                                 | Singles Match                                                  | Fandango        | 09:13 |
| 5        | Alberto Del Rio (z Ricardo Rodriguez) (c) vs. Jack Swagger (z Zeb Colter)                  | Singles Match + World Heavyweight Championship                 | Alberto Del Rio | 10:30 |
| 6        | The Undertaker vs. CM Punk (with Paul Heyman)                                              | Singles Match                                                  | The Undertaker  | 22:08 |
| 7        | Triple H (with Shawn Michaels) vs. Brock Lesnar (with Paul Heyman)                         | No Holds Barred Match, jeśli Triple H przegra zakończy karierę | Triple H        | 23:01 |
| 8        | The Rock (c) vs John Cena                                                                  | Singles Match + WWE Championship                               | John Cena       | 24:01 |